# 基尔绍
基尔绍（德語：Kirschau，發音：[ˈkɪʁʃaʊ]，發音：[ˈkɔʁzɨm] ⓘ）是德国萨克森州包岑县曾经的一个市镇，面积6.52平方千米，人口为人。2011年1月1日，基尔绍与市镇希尔吉斯瓦尔德和克罗斯陶合并为新市镇希尔吉斯瓦尔德-基尔绍。